# Худо
Худо (словен. Hudo) — поселення в общині Ново Место, регіон Південно-Східна Словенія, Словенія. Висота над рівнем моря: 203,6 м.